# Лиза (фильм, 1972)
«Лиза» (итал. La cagna - «Сука», «Стерва») (1972)  — франко-итальянский полнометражный художественный фильм режиссёра Марко Феррери, экранизация романа Эннио Флайяно «Мелампус». Премьера фильма состоялась 3 мая 1972 года.

## Сюжет
Режиссёр поднял тему взаимоотношения полов. Ещё одна фетишистская работа Феррери, на этот раз о садомазохистских отношениях между мужчиной (Мастроянни) и женщиной (Денёв), напоминающие отношения между мужчиной и собакой.
Художник Джорджио живёт на острове у южного побережья Корсики наедине со своей собакой. Всегда в сопровождении своего верного спутника, проводит дни на рыбалке, собирая оливки, рисуя, гуляя или создавая комиксы. В это время к нему приезжает красивая корсиканка Лиза, у которой с художником роман. Джорджио больше любит свою собаку Мелампо, чем Лизу. Девушка начинает борьбу за его любовь. Она умышленно убивает добродушную и спокойную собаку, чтобы занять её место в сердце Джорджио.
Лиза медленно заменяет Мелампо, собаку Джорджио. Пока она делает это, Джорджио заставляет её носить ошейники и поводки...

## В ролях
- Катрин Денёв — Лиза
- Марчелло Мастроянни — Джорджио
- Коринн Маршан — жена Джорджио
- Мишель Пикколи — друг Джорджио
- Паскаль Лаперрусаз — сын Джорджио
- Доминик Маркас — горничная
- Валери Стро — дочь Джорджио
- Клаудия Бьянки
- Энрико Блази
- Мауро Бенедетти
- Клодин Берг — подруга Лизы
- Луиджи Антонио — Герра